# Edward W. Clayborn
Reverend Edward W. Clayborn was een Amerikaanse evangelist, zanger en gitarist die bekendstond als de Guitar Evangelist. Hij zong een vorm van blues-gospel die verwantschap had met de songs van Blind Willie Johnson. Clayborn nam tussen 1926 en 1930 veertig liedjes op voor Vocalion, die met het uitbrengen van Clayborn-platen een aandeel in de race-markt wilde veroveren. Deze markt werd in het begin gedomineerd door Okeh, Columbia en Paramount Records. Clayborn was succesvol met "Your Enemy Cannot Harm You" en "The Gospel Train is Coming", waarna hij in Chicago meer opnames maakte, waarvan één sessie mogelijk met de hulp van Cow Cow Davenport en Hound Head Henry.

## Discografie
- Complete Recorded Works 1926-1928 In Chronological Order, Document Records, 1994